# Saint-Hippolyte (Charente-Maritime)
Saint-Hippolyte település Franciaországban, Charente-Maritime megyében. Lakosainak száma 1485 fő (2022. január 1.). Saint-Hippolyte Cabariot, Échillais, Rochefort, Tonnay-Charente, Trizay és La Vallée községekkel határos.

## Népesség
A település népessége az elmúlt években az alábbi módon változott:
| Lakosok száma | 858  | 969  | 1109 | 1195 | 1396 | 1412 | 1416 | 1455 | 1475 | 1485 |
|               | 1968 | 1982 | 1990 | 2006 | 2013 | 2015 | 2017 | 2019 | 2020 | 2022 |